# Nadia Gallico Spano
Pour les articles homonymes, voir Spano.
Nadia Gallico Spano, née le 2 juin 1916 à Tunis et morte le 19 janvier 2006 à Rome, est une résistante, féministe puis députée du Parti communiste italien.

## Biographie
Nadia Gallico est née dans une famille d'italiens émigrés en Tunisie. En 1938, elle rejoint le Parti communiste avec ses frères. En mai 1939, elle épouse Velio Spano, un cadre du Parti communiste italien, chef du Parti communiste tunisien.
Résistante pendant l'occupation allemande de la France, elle est condamnée par le régime de Vichy en juin 1942. Elle réussit à regagner l'Italie en 1944, après les quatre journées de Naples, où elle participe au processus de refondation de l'État et de la naissance de la République.
Elle fait partie des 21 femmes élues à l'Assemblée constituante de la république italienne (les premières de toute l'histoire parlementaire du pays). De 1948 et 1958, elle est parlementaire communiste.
Elle participe à la fondation de l'Union des femmes en Italie et de l'hebdomadaire Noi Donne, qu'elle dirige jusqu'en 1945.
Son action politique se focalise sur la question des femmes, la politique internationale et les inégalités entre le Nord et le Sud du pays.
Elle a été présidente de l'Associazione Nazionale Perseguitati Politici Italiani Antifascisti,.

## Publications
- (it) Nadia Gallico Spano et Fiamma Camarlinghi, La Questione femminile nella politica del P.C.I. 1921-1963, Rome, Donne e Politica, 1972
- (it) Nadia Spano, Mabrúk: ricordi di un'inguaribile ottimista, AM&D, coll. « I griot tascabili », 2005 (ISBN 978-88-86799-95-9)